# Préaux-Saint-Sébastien
Préaux-Saint-Sébastien är en kommun i departementet Calvados i regionen Normandie i norra Frankrike. Kommunen ligger i kantonen Orbec som ligger i arrondissementet Lisieux. År 2018 hade Préaux-Saint-Sébastien 37 invånare.

## Befolkningsutveckling
Antalet invånare i kommunen Préaux-Saint-Sébastien
Referens:INSEE